# Hmeljak
Hmeljak je priimek v Sloveniji, ki ga je po podatkih Statističnega urada Republike Slovenije na dan 1. januarja 2010 uporabljalo 68 oseb.

## Znani nosilci priimka
- Karlo Hmeljak (*1983), pesnik in jadralec
- Matjaž Hmeljak (*1941), računalnikar
- Tom Hmeljak (*1970), bobnar
- Vladimir Hmeljak (1909—2000), likovni pedagog in slikar